# Maria-Dolorès de Malherbe
Pour les articles homonymes, voir Famille de Malherbe (Maine) et de Malherbe.
Maria-Dolorès de Malherbe, née en 1894 et morte en 1966, est reconnue Juste parmi les nations pour avoir caché un Juif dans la Sarthe pendant l'Occupation.

## Biographie
Maria-Dolorès Mac Lennan, née le 2 septembre 1894, est d'origine britannique. Elle épouse Raymond de Malherbe, qui meurt en 1932 (petit-fils de Raymond de Malherbe). Elle en est donc veuve, avec un fils, Armand-Guy de Malherbe, lorsque survient la Seconde Guerre mondiale.
Didier Lazard, né en 1910, petit-fils du fondateur de la banque Lazard, est docteur en droit et diplômé de l'École libre des sciences politiques. Juif, il se réfugie à Marçon sous l'Occupation, pour échapper au sort que les nazis destinent aux Juifs. Chassé de chez M. Foucher où il était caché, il est envoyé chez Madame de Malherbe, sur la recommandation du curé, l'abbé Bézine. Il arrive ainsi au château de Poillé à Marçon, chez les Malherbe.
Maria-Dolorès de Malherbe accueille donc chez elle le jeune Didier Lazard. Elle et son fils Armand-Guy le cachent de février 1943 jusqu'à août 1944. Les deux jeunes fraternisent, Didier Lazard aide Armand-Guy à préparer ses examens.
Début août 1944, les SS investissent la propriété et y restent toute la journée, abattant des arbres pour se camoufler. Armand-Guy de Malherbe procure à Didier Lazard un déguisement de jardinier qui permet à celui-ci de s'échapper pour se réfugier dans une ferme connue des Malherbe. Didier Lazard retourne ensuite à Paris, devient journaliste, sociologue, maître de conférence à l'Institut d'études politiques de Paris et meurt en 2004.
Maria-Dolorès de Malherbe meurt le 19 avril 1966.
Elle est l'arrière-grand-mère de la journaliste Apolline de Malherbe.

## Reconnaissance

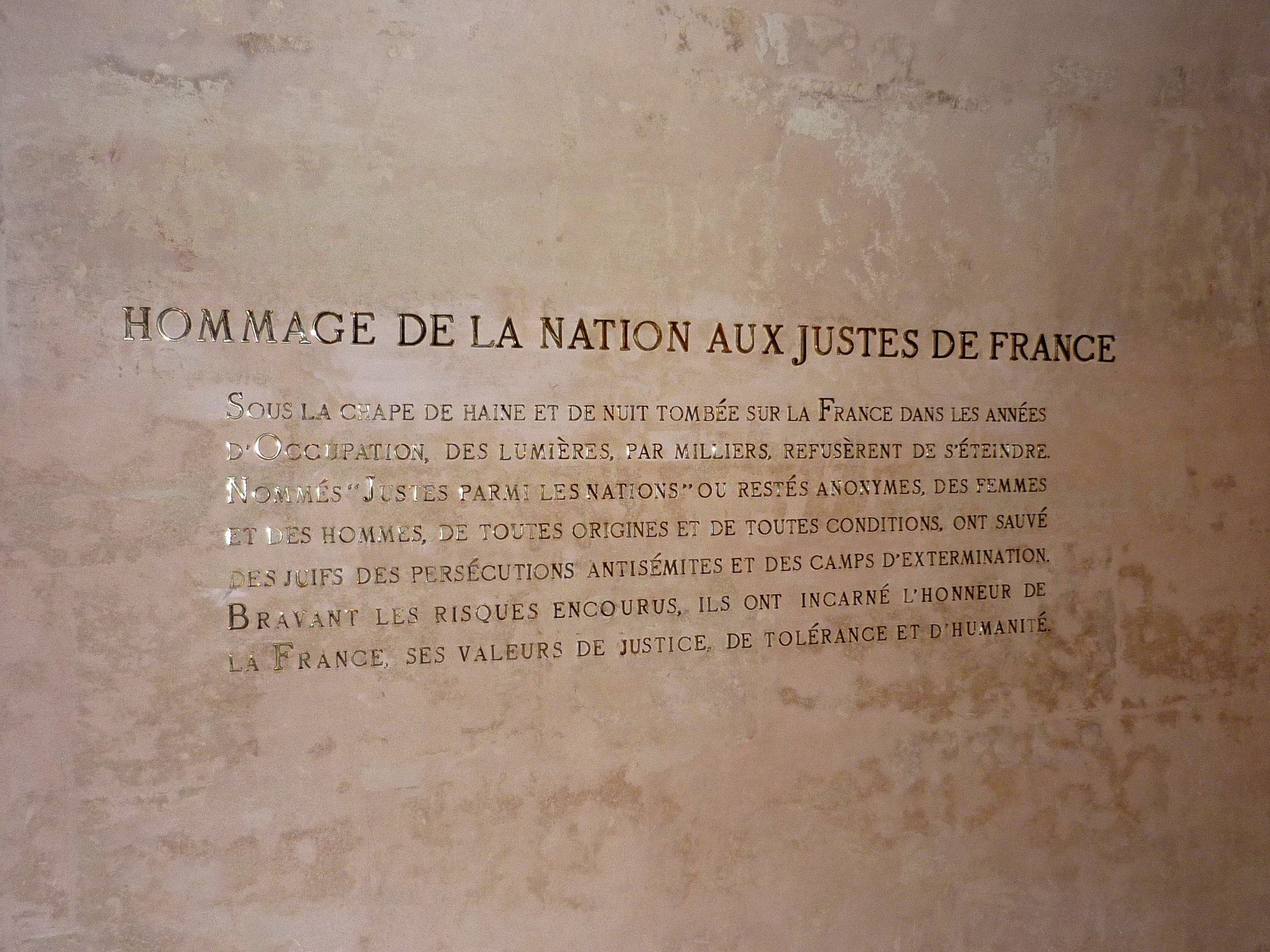
« Hommage de la Nation aux Justes de France », inscription murale au Panthéon.

L'institut Yad Vashem Jérusalem décerne le 20 octobre 2013 à titre posthume le titre de Juste parmi les nations à Maria-Dolorès de Malherbe,. La cérémonie de reconnaissance a lieu le 7 septembre 2014.